# Bleu (folklore)
Pour les articles homonymes, voir Bleu (homonymie).
Un bleu est une personne nouvellement arrivée dans une organisation (armée, police...). Elle garde souvent ce titre jusqu'à sa complète intégration. Cette appellation est due au fait qu'au XIXe siècle, les nouveaux soldats entrant à la caserne arrivaient vêtus de la blouse bleue, vêtement de travail ordinaire du paysan ou de l'ouvrier.

## Enseignement supérieur en Belgique
Le nom de bleu est donné à un (nouvel) étudiant souhaitant faire son bizutage appelé baptême. La signification de ce mot est renforcée par l'utilisation du bleu de méthylène lors de la cérémonie du baptême dans certaines facultés. Cette tradition très vivace tend à disparaître dans certaines facultés.
En règle générale, chaque promotion de bleus reçoit en son sein un roi des bleus et une reine des bleuettes ou des bleuses (en fonction des villes). Il s'agit de celui et celle qui a gagné l'épreuve des à-fond de bière.

### Féminisation du terme
L'arrivée tardive des femmes dans les études universitaires et son folklore a amené l'aménagement des traditions pour éviter des épreuves considérées par trop inconvenantes hors de la sphère masculine. De ce fait il a été nécessaire de distinguer les femmes des hommes, vu qu'ils ne subissaient pas les mêmes épreuves.
Le terme bleuette est utilisé pour désigner l'homologue féminin du bleu. Elles sont aussi appelées « bleuses » ou encore « bleues ».

### Termes alternatifs
À Gembloux, les bleus sont appelés les lapins. Les cercles néerlandophones parleront plutôt de Verts (en néerlandais, groentjes) ou de schachten!

### Note
1. ↑  « Comme divertissement, on a souvent créé et nommé [à Spa ] Roi des Bobelins celui des buveurs qui montrait le plus d'entrain et qui semblait capable de faire les honneurs du lieu aux étrangers et de diriger les promenades et les plaisirs des habitués durant toute une saison. On a fait de cette royauté et de ceux qui la reconnaissaient, une sorte de confrérie burlesque et récréative qui avait ses lois et ses règlements. (...) Il existe une pièce devenue rare [représentée?] : Les Amours de Fontamorose, roi des Bobelins, ou le Fat par excellence, comédie en prose et en vers (par Gullence). Bollen, 1791, in-8 (Dinaux, I, p. 100-101). »